# یرای ساباریگو
یرای ساباریگو (انگلیسی: Yeray Sabariego؛ زادهٔ ۴ ژوئن ۱۹۹۳) بازیکن فوتبال اهل اسپانیا است.
از باشگاه‌هایی که در آن بازی کرده‌است می‌توان به باشگاه فوتبال سابادل اشاره کرد.